# Izmàilikha
Izmàilikha (en rus: Измайлиха) és un poble del krai de Primórie, a l'Extrem Orient de Rússia, que en el cens del 2010 tenia 287 habitants.